# Ginguiser
Ginguiser (超合体魔術ロボ ギンガイザー?, Chōgattai majutsu robo Gingaizā) è un anime televisivo giapponese robotico di 28 episodi del 1977, uno dei pochissimi del genere prodotti dalla Nippon Animation. L'edizione italiana è stata trasmessa per la prima volta nel 1981 su Telemontecarlo.

## Trama
L'impero alieno dei Sazoriani invade la Terra con enormi mostri meccanici al fine di ritrovare le tre "sfere di Anderes". Queste sfere furono create 20.000 anni prima dagli stessi Sazoriani per concentrare l'energia della costellazione dello Scorpione e sconfiggere i Plasmani, altro popolo alieno, contro il quale essi sostennero una lunga guerra spaziale che vide il suo ultimo atto svolgersi proprio sulla Terra. Per contrastare gli invasori, il dottor Godo, ultimo discendente degli alieni Plasmani, costruisce il robot Ginguiser e lo affida a quattro ragazzi, ovvero Goro Shigoron, Miki Akitsu, Torajiro Haranami e Zanta Minami, dotati di poteri magici (il "punto barriera") e perciò in grado di pilotare Ginguiser, e che girano il mondo con il loro spettacolo ambulante di magia. Il Ginguiser è il risultato dell'unione, piuttosto complessa, dei mezzi pilotati dai quattro ragazzi: i robot Grand Fighter, Spin Lancer, Bull Gator ed il velivolo Arrow Wing. La serie si conclude senza un epilogo della storia.

## Personaggi

### Protagonisti
Goro Shirogon (白銀ゴロー?, Shirogane Gorō)
Doppiato da: Kazuhiko Inoue (ed. giapponese), Eugenio Marinelli (ed. italiana)
Leader del team che pilota il Ginguiser, deve la vita al professor Godo il quale, anni addietro, lo salvò durante un incidente aereo. In seguito gli conferì gli insegnamenti necessari ad usare la tecnica del "punto barriera".
Miki Akitsu (秋津ミチ?, Akitsu Michi)
Doppiata da: Hitomi Koga (ed. giapponese), Valeria Perilli (ed. italiana)
Unica ragazza del gruppo, assiste Goro negli spettacoli di magia itineranti come presentatrice ed è la copilota dal Grand Fighter. Il suo velivolo è l'Arrow Wing che si stacca dal Grand Fighter nella prima parte di trasformazione del robot.
Torajiro Aranami (荒波トラジロー?, Aranami Torajirō)
Doppiato da: Tomomichi Nishimura (ed. giapponese), Gastone Pescucci (ed. italiana)
È il goffo e robusto pilota del Bull Gator, soprannominato "Tora". Spesso è costretto a restare alla base con Zanta per migliorare le proprie capacità.
Zanta Minami (南三太?, Minami Santa)
Doppiato da: Hiroko Maruyama (ed. giapponese), Massimo Corizza (ed. italiana)
Il piccoletto del gruppo, pilota dello Spin Lancer. Fa spesso compagnia a Tora presso la base del dottor Godo, senza mancare di dimostrare il suo valore in combattimento.
Dottor Godo (ゴードー博士?, Gōdō hakase)
Doppiato da: Kiyoshi Kobayashi (ed. giapponese), Aldo Barberito (ed. italiana)
Esimio scienziato, capo della base del Ginguiser (Il castello della magia), guida i ragazzi che pilotano il potente robot. È l'ultimo discendente dell'antico popolo spaziale dei Plasmani che 20.000 anni prima giunsero sulla Terra per combattere contro i Sazoriani. Grazie alla sua abilità nelle arti magiche, difende assieme al team del Ginguiser la pace sulla Terra.

### Antagonisti
Kandairk (帝王カインダーク?, Teiō Kaindāku)
Doppiato da: Katsuji Mori (ed. giapponese), Diego Reggente (ed. italiana)
L'imperatore dei Sazoriani, un uomo dall'aspetto giovane e dallo sguardo severo. Saltuariamente dirige di persona le operazioni di ricerca delle sfere di Anderes e di abbattimento di Ginguiser.
Nekuroma (大僧正ネクローマ?, Daisōjō Nekurōma)
Doppiato da: Ken'ichi Ogata (ed. giapponese), Diego Michelotti (ed. italiana)
Sommo sacerdote dei Sazoriani, un individuo basso e sempre con un mantello sulle spalle. Il suo compito è quello di risvegliare lo Scorpione Caos e indurlo a possedere i mostri preistorici quando vengono ritrovati.
Generale Gabarla (将軍ガバーラ?, Shōgun Gabāra)
Doppiato da: Kan Tokumaru (ed. giapponese), Vittorio Di Prima (ed. italiana)
È il generale dei Sazoriani che rassomiglia a un insetto e guida tutte le missioni. Tiene molto alla fiducia dell'imperatore Kandairk e spesso si scontra con Salomè quando lei si comporta da generale al posto suo.
Salomè (女占師サロメ?, Jo Uanaishi Sarome)
Doppiata da: Mizuka Arima (ed. giapponese), Anna Teresa Eugeni (ed. italiana)
È una chiromante, l'unica donna nelle alte schiere dei Sazoriani ma con un forte carattere.

## Il robot
Il Ginguiser si forma grazie all'unione di quattro mezzi diversi, ognuno dei quali è rappresentato da un seme delle carte da gioco francesi:
- Il Grand Fighter: si tratta del camion con cui Goro e Miki girano il Giappone per gli spettacoli di magia ed è in grado di trasformarsi nel robot che raffigura il segno delle picche. È pilotato da Goro e Miki e le sue armi comprendono lame affilate (a forma di carta di picche), un raggio di energia, missili, pugni che si sganciano e un'ascia.
- Lo Spin Lancer è un disco volante che si trasforma nel robot raffigurante il seme di quadri. È pilotato da Zanta.
- Il Bull Gator è il mezzo che risulta dalla trasformazione della motrice di un ottovolante. Si trasforma nel robot raffigurante il seme di fiori ed è pilotato da Tora.
- L'Arrow Wing è un velivolo raffigurante il seme di cuori, ottenuto dall'unione delle componenti che gli altri tre veicoli abbandonano per trasformarsi in robot: il rimorchio del Grand Fighter (corpo principale e sezione anteriore), i propulsori laterali provenienti dallo Spin Lancer e la sezione cabinata del Bull Gator, che diventa il muso dell'Arrow Wing.

Tutti e quattro i mezzi si uniscono, in modo non del tutto lineare, fino a formare il Ginguiser, che è un grosso velivolo con il torso del Grand Fighter al posto del muso. Il torso del Grand Fighter acquisisce inoltre una spada ed una enorme sega circolare usata come uno scudo: con queste armi il Ginguiser effettua uno scontro frontale col nemico, riducendolo in pezzi.

## Episodi
Gli episodi 25 e 26, non inclusi nella trasmissione originale della serie, sono stati pubblicati solo in DVD in Giappone e restano inediti nell'edizione italiana.
| Nº | Titolo italiano Giapponese 「Kanji」 - Rōmaji - Traduzione letterale                                                                                     | In onda           | In onda |
| Nº | Titolo italiano Giapponese 「Kanji」 - Rōmaji - Traduzione letterale                                                                                     | Giapponese        |         |
| 1  | All'attacco Ginguiser 「出動だ！ギンガイザー」 - shutsudō da! gingaiza – "Parti all'attacco! Ginguiser"                                                  | 9 aprile 1977     |         |
| 2  | L'impero Sazoriano 「サゾリオン帝国の野望」 - sazorion teikoku no yabō – "L'ambizione dell'Impero Sazoriano"                                             | 16 aprile 1977    |         |
| 3  | Il mostro del Fujiyama 「出た！富士のヌメーラ」 - deta! fuji no numera – "Arriva! Numera del monte Fuji"                                                 | 23 aprile 1977    |         |
| 4  | L'orca sanguinaria 「蘇った古代のシャチ」 - yomigatta kodai no shachi – "L'antica orca resuscitata"                                                      | 30 aprile 1977    |         |
| 5  | Ragazzi in gamba 「岩石魔獣ヤシャガンダ」 - ganseki majū yashaganda – "Il mostro magico delle rocce, Yashakanda"                                         | 7 maggio 1977     |         |
| 6  | Il mammuth a due teste 「双頭の古代象ナウマー」 - sōtō no kodai zō nauma                                                                                 | 14 maggio 1977    |         |
| 7  | La perla misteriosa 「古代海亀タートンの叫び」 - kodai umi kame taton no sakebi – "Il grido dell'antica tartaruga marina, Tarton"                        | 21 maggio 1977    |         |
| 8  | Aquiloni da combattimento 「あがれ！ケンカ凧」 - agare! kenka tako – "Alzati! L'aquilone da combattimento"                                               | 28 maggio 1977    |         |
| 9  | La zanna del mostro marino 「怪獣メトリオの牙」 - kaijū metorio no kiba – "La zanna del mostro Metrius"                                                  | 4 giugno 1977     |         |
| 10 | Il triangolo delle Bermuda 「呪いの変幻魔獣」 - noroi no hen genma kemono – "Il mostro trasformabile della maledizione"                                  | 18 giugno 1977    |         |
| 11 | Il vecchio samurai 「ガマルス炎熱地獄」 - gamarusu ennetsu jigoku – "L'incandescente inferno di Gamarus"                                                 | 25 giugno 1977    |         |
| 12 | Otane la medium 「恐山の決闘」 - osorezan no kettō – "Scontro al monte Osorezan"                                                                         | 2 luglio 1977     |         |
| 13 | Nave cisterna 「ＳＯＳ！マンモスタンカー」 - SOS! manmosutanka – "SOS! Superpetroliera"                                                                  | 9 luglio 1977     |         |
| 14 | Purosangue 「恐怖の古代熊グリズラー」 - kyōfu no kodai kuma gurizura – "Grizzler, l'antico orso del terrore"                                             | 16 luglio 1977    |         |
| 15 | Il risveglio della mummia 「ミイラ怪人が古都に出現！」 - miira kaijin ga koto ni shutsugen! – "La mummia resuscitata irrompe nell'antica città!"         | 23 luglio 1977    |         |
| 16 | La notte dei cormorani 「怪鳥ウガーダ必殺ピック!」 - kaichō ugada hissatsu pikku! – "Ugada, l'uccello della morte"                                       | 30 luglio 1977    |         |
| 17 | L'aquila dalle penne d'oro 「金色の蘇生獣イーグロン」 - kin'iro no sosei kemono iguron – "Eaglon, il mostro resuscitato d'oro"                           | 13 agosto 1977    |         |
| 18 | Sfida al cimitero dei mostri 「決戦！蘇生獣の墓場」 - kessen! sosei kemono no hakaba – "La battaglia decisiva! Il cimitero dei mostri resuscitati"       | 20 agosto 1977    |         |
| 19 | Ammon la conchiglia 「磯あらし！原生貝獣」 - iso arashi! hara nama kai kemono – "Furto sulla spiaggia! Il mostro fossile"                                | 27 agosto 1977    |         |
| 20 | Tauromachia 「あばれ猛牛一番星！」 - abare mōgyū ichiban hoshi! – "Prima stella! Il toro ribelle"                                                        | 3 settembre 1977  |         |
| 21 | Raid nella valle di Gemora 「急襲！ゲモラの谷」 - kyūshū! gemora no tani – "Attacco a sorpresa! La valle di Gemora"                                      | 10 settembre 1977 |         |
| 22 | Regata internazionale 「謎の炎海流」 - nazo no honoo kairyū – "La misteriosa fiamma sull'oceano"                                                         | 17 settembre 1977 |         |
| 23 | La base nella foresta 「大ザル山の紋次郎」 - dai zaru yama no mon jirō – "Monjiro del monte delle grandi scimmie"                                        | 1º ottobre 1977   |         |
| 24 | L'ultima corsa 「恐怖のＳＬ爆弾」 - kyōfu no SL bakudan – "La bomba nella locomotiva dell'orrore"                                                        | 8 ottobre 1977    |         |
| 25 | 「イノシシ谷㊙作戦!」 - Inoshishi tani㊙sakusen! | 2009              |         |
| 26 | 「戦え三太! 母恋し」 - Tatakae San futoshi! Haha koishi                                                                                                  | 2009              |         |
| 27 | Trappola infernale 「捨て身のファイヤクラッシャー（前）」 - sutemi no faiyakurassha (mae) – "Distruttore di fuoco a rischio della vita - Parte 1"        | 15 ottobre 1977   |         |
| 28 | Il trionfo di Ginguiser 「捨て身のファイヤクラッシャー（後）」 - sutemi no faiyakurassha (nochi) – "Distruttore di fuoco a rischio della vita - Parte 2" | 22 ottobre 1977   |         |